# Президентские выборы в Германии (2022)
17-е выборы Федерального президента Германии депутатами Федерального собрания Германии состоялись 13 февраля 2022 года.
Из-за пандемии COVID-19 и большого количества делегатов встреча прошла в Paul-Löbe-Haus, расположенном на нескольких этажах, в отличие от обычного места проведения голосования в зале пленарных заседаний Бундестага.
С 19 марта 2017 года на посту Федерального президента Германии работает Франк-Вальтер Штайнмайер.

## Прошлые выборы
Перед выборами 2017 года тогдашние правящие партии, СДПГ, ХДС и ХСС, согласовали тогдашнего министра иностранных дел Франка-Вальтера Штайнмайера в качестве совместного кандидата. Его также поддержали СвДП, Союз 90/Зеленые и Союз южношлезвигских избирателей. Другие кандидаты были выдвинуты Левой партией, АдГ, Свободными избирателями и Партией пиратов (совместно с ПАРТИЕЙ). Штайнмайер был избран федеральным президентом Германии 74,3 % голосов избирателей.

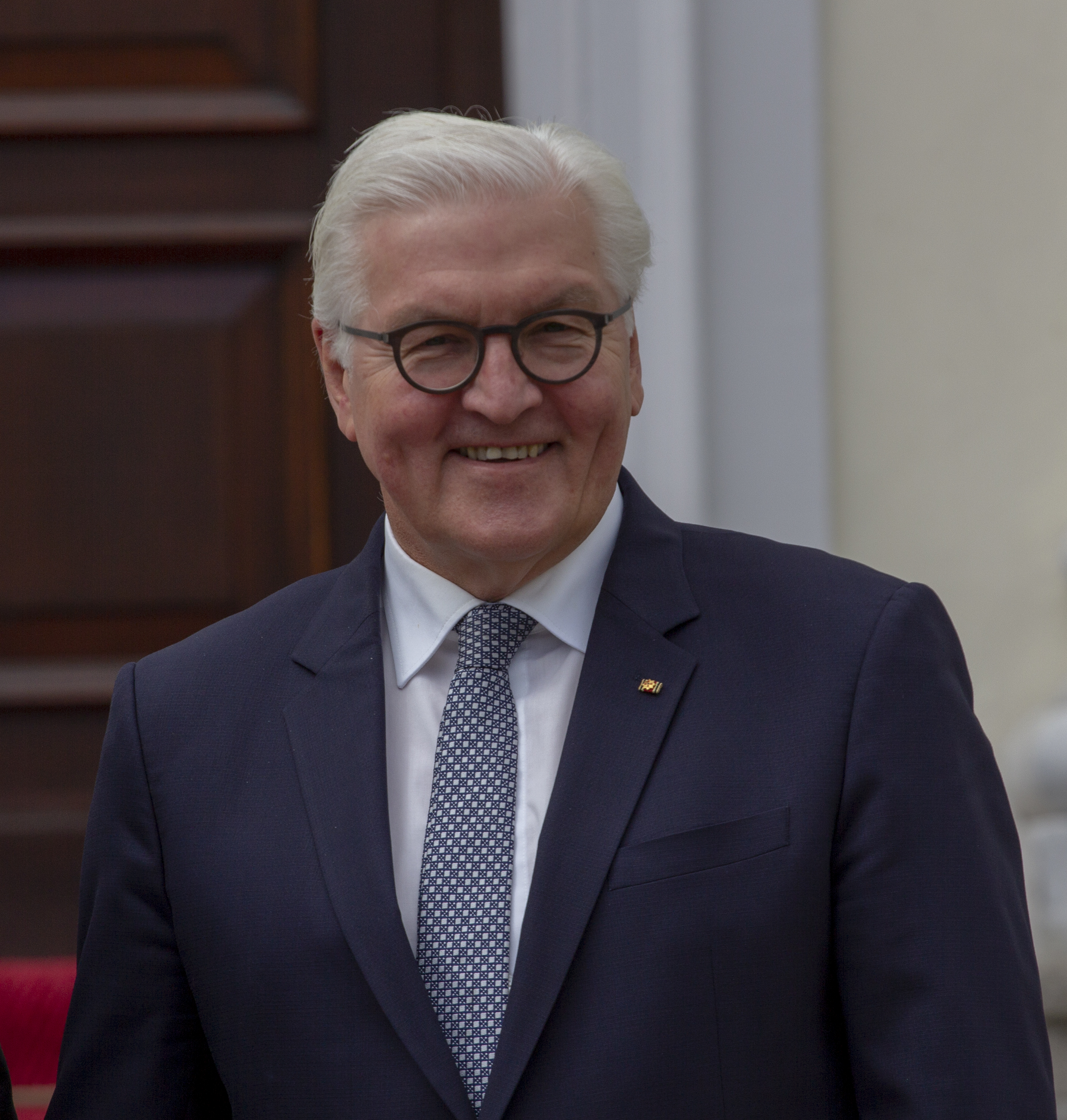
Франк-Вальтер Штайнмайер, действующий федеральный президент Германии, срок полномочий которого истекает 18 марта 2022 года.

## Состав Федерального Собрания
Федеральное собрание состоит из 735 членов Бундестага Германии, избранных на выборах в Бундестаг в 2021 году и равного числа делегатов, направленных земельными парламентами. Последние распределяются пропорционально между землями в зависимости от количества жителей с немецким гражданством. Члены, выделенные для земли, определяются соответствующим земельным парламентом путем пропорционального представительства из списков кандидатов — в соответствии с количеством поданных за них голосов — в соответствии с процедурой Д’Ондта. При составлении списков кандидатов и проведении выборов применяются правила процедуры соответствующего ландтага; однако федеральный закон предусматривает, что каждый член парламента имеет один голос, что списки являются закрытыми и что в случае равных претензий на последние места проводится жеребьевка президентом ландтага по Д’Ондту.
Состав по партиям (при условии окончательного избрания делегатов парламентами земель):
| Партия     | СДПГ | ХДС | Зелёные | СвДП | АдГ | ХСС | Левая | Свободные избиратели | беспартийные | Союз южношлезвигских избирателей | Бранденбургское объединённое движение граждан/Свободные избиратели | ЛКР |
| ---------- | ---- | --- | ------- | ---- | --- | --- | ----- | -------------------- | ------------ | -------------------------------- | ------------------------------------------------------------------ | --- |
|            |      |     |         |      |     |     |       |                      |              |                                  |                                                                    |     |
| Бундестаг  | 206  | 152 | 118     | 92   | 80  | 45  | 39    | 0                    | 3            | 1                                | 0                                                                  | 0   |
| Ландтаги   | 185  | 199 | 115     | 62   | 72  | 49  | 32    | 17                   | 2            | 1                                | 1                                                                  | 1   |
|            |      |     |         |      |     |     |       |                      |              |                                  |                                                                    |     |
| Всего мест | 391  | 351 | 233     | 154  | 152 | 94  | 71    | 17                   | 5            | 2                                | 1                                                                  | 1   |

## Кандидаты
Федеральный президент может быть переизбран один раз; поэтому Франк-Вальтер Штайнмайер может баллотироваться снова. В конце 2019 года заместитель лидера СвДП и вице-президент Бундестага Вольфганг Кубицки заявили о поддержке Штайнмайера, в случае выдвижения его кандидатуры на второй срок. С ними также согласились отдельные политики из ХДС, ХСС и СДПГ. Сам Штайнмайер не исключил выдвижение своей кандидатуры в сентябре 2020 года. В мае 2021 года лидер СвДП Кристиан Линднер в интервью Маркусу Фельденкирхену заявил о поддержке выдвижения кандидатуры Штайнмайера своей партией на второй президентский срок. В том же месяце его поддержал премьер-министр Тюрингии Бодо Рамелов.
- 28 мая 2021 года Франк-Вальтер Штайнмайер выдвинул свою кандидатуру на второй срок[8][16].

Герхард Траберт (независимый, выдвинут левыми), профессор социальной медицины и социальной психиатрии Рейнмайнского университета прикладных наук с 2009 года. Он не получил никакого одобрения, кроме одобрения левых.
Макс Отте (ХДС, кандидатура АдГ), экономист, публицист, политический деятель, бывший профессор количественного и качественного бизнес-анализа и диагностики в Университете Граца (2011—2016). Он не получил никакого одобрения, кроме одобрения АдГ. В ответ на то, что Отте принял эту кандидатуру, ХДС приостановил его членство в партии.
Стефани Гебауэр (Свободные избиратели), астрофизик и председатель городского совета Креммена. Она не получила никакого одобрения, кроме одобрения FW и BVB/FW

## Результаты голосования
Социал-демократ Франк-Вальтер Штайнмайер победил в первом туре выборов. За него проголосовало 1045 из 1437 членов коллегии избирателей (78.04 %), при 12 недействительных и 86 воздержавшихся. Из других кандидатов наибольшее число голосов — 140 — набрал кандидат от АдГ.
| Кандидат                              | Кандидат                              | Партия                                | Поддерживающая партия                                                                     | Первый тур | Первый тур |
| Кандидат                              | Кандидат                              | Партия                                | Поддерживающая партия                                                                     | Голосов    | %          |
| ------------------------------------- | ------------------------------------- | ------------------------------------- | ----------------------------------------------------------------------------------------- | ---------- | ---------- |
|                                       | Франк-Вальтер Штайнмайер              | СДПГ                                  | ХДС, ХСС, Союз 90/Зелёные, СВДП и Союз южношлезвигских избирателей                        | 1045       | 78,04      |
|                                       | Макс Отте                             | ХДС (членство приостановлено)         | АдГ                                                                                       | 140        | 10,45      |
|                                       | Герхард Траберт                       | Независимый                           | Левая                                                                                     | 96         | 7,17       |
|                                       | Стефани Гебауэр                       | Свободные избиратели                  | Свободные избиратели и Бранденбургское объединённое движение граждан/Свободные избиратели | 58         | 4,33       |
|                                       |                                       |                                       |                                                                                           |            |            |
| Действительных голосов                | Действительных голосов                | Действительных голосов                | Действительных голосов                                                                    | 1339       | 99,11      |
| Недействительных голосов              | Недействительных голосов              | Недействительных голосов              | Недействительных голосов                                                                  | 12         | 0,89       |
| Итог                                  | Итог                                  | Итог                                  | Итог                                                                                      | 1437       | 100        |
| Воздержалось                          | Воздержалось                          | Воздержалось                          | Воздержалось                                                                              | 86         | 5,84       |
| Воздержалось                          | Воздержалось                          | Воздержалось                          | Воздержалось                                                                              | 35         | 2,38       |
| Избиратели, имеющие право голоса/Явка | Избиратели, имеющие право голоса/Явка | Избиратели, имеющие право голоса/Явка | Избиратели, имеющие право голоса/Явка                                                     | 1472       | 91,78      |